# Петро-Маріївське товариство кам'яновугільної промисловості

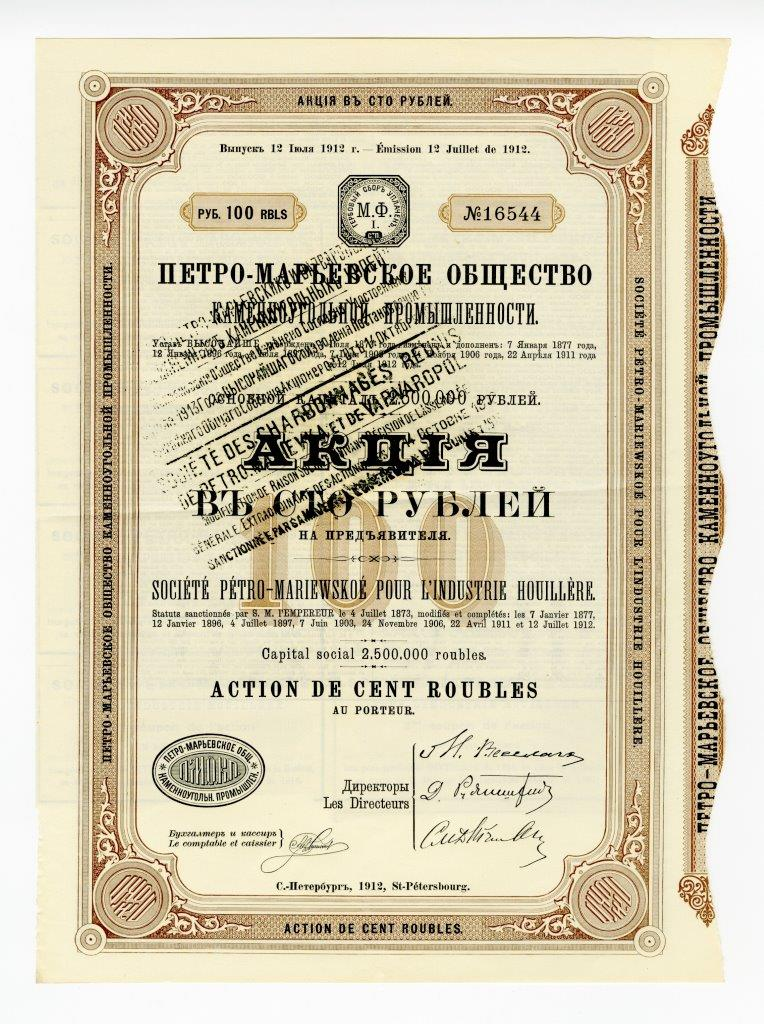
Акція у 100 руб. на пред'явника Петро-Маріївського товариства кам'яновугільної промисловості з основним капіталом 2,5 млн руб. С.-Петербург, 1912

Петро-Маріївське товариство кам'яновугільної промисловості (Петроварко) — один із піонерів освоєння надр Донецького кам'яновугільного басейну. Засноване і зареєстроване в 1873 в С.-Петербурзі для розробки покладів кам'яного вугілля на річці Лугані, в Слов'яносербському повіті Катеринославської губернії (Устав Найвище затверджений 4 липня 1873, змінений та доповнений 7 січня 1877, 12 січня 1896, 4 липня 1897, 7 червня 1903, 24 листопада 1906, 22 квітня 1911 та 12 липня 1912).
Свої дії товариство розпочало з побудови рудника, що є найстарішим вугледобувним підприємством у цій місцевості. До його складу входило 5 шахт: "Марія" (пізніше шахта ім. Менжинського), «Похила», «Вовків», «Касаткін» та «Ернест». Запаси вугілля в надрах тільки розвіданої частини обчислювалися двома мільярдами пудів.
У 1888-1893 з метою розвитку виробництва компанія влаштувала дві канатні дороги від шахт до ст. Варваропілля, а в 1900 провела залізничну гілку до ст. Попасна.
До 1903 на шахтах та коксових печах було зайнято близько 1000 робітників.
У 1903-1908 пост голови Правління Петро-Маріївського товариства кам'яновугільної промисловості обіймав видний інженер та технік М. І. Алтухів.
У 1911 об'єдналося з «Варваропольським товариством», яке розробляє однойменну копальню на схід від Петро-Маріївської копальні. Компанія отримала назву «Товариство Петро-Мар'євських та Варваропольських об'єднаних кам'яновугільних копалень», скорочено «Петроварко».
У 1914 товариство «Петроварко» збудувало шахти «Альберт» та №3 у Сокологорівці.
Крім зазначених копалень на території Петро-Маріївки (з 1920 Первомайськ) функціонували також рудники Данилова та Глазунова. Усі шахти були з'єднані під'їзною залізничною лінією зі станцією Попасна, а «Ернест» - зі станцією Варваропілля.